# Przekop Wisły

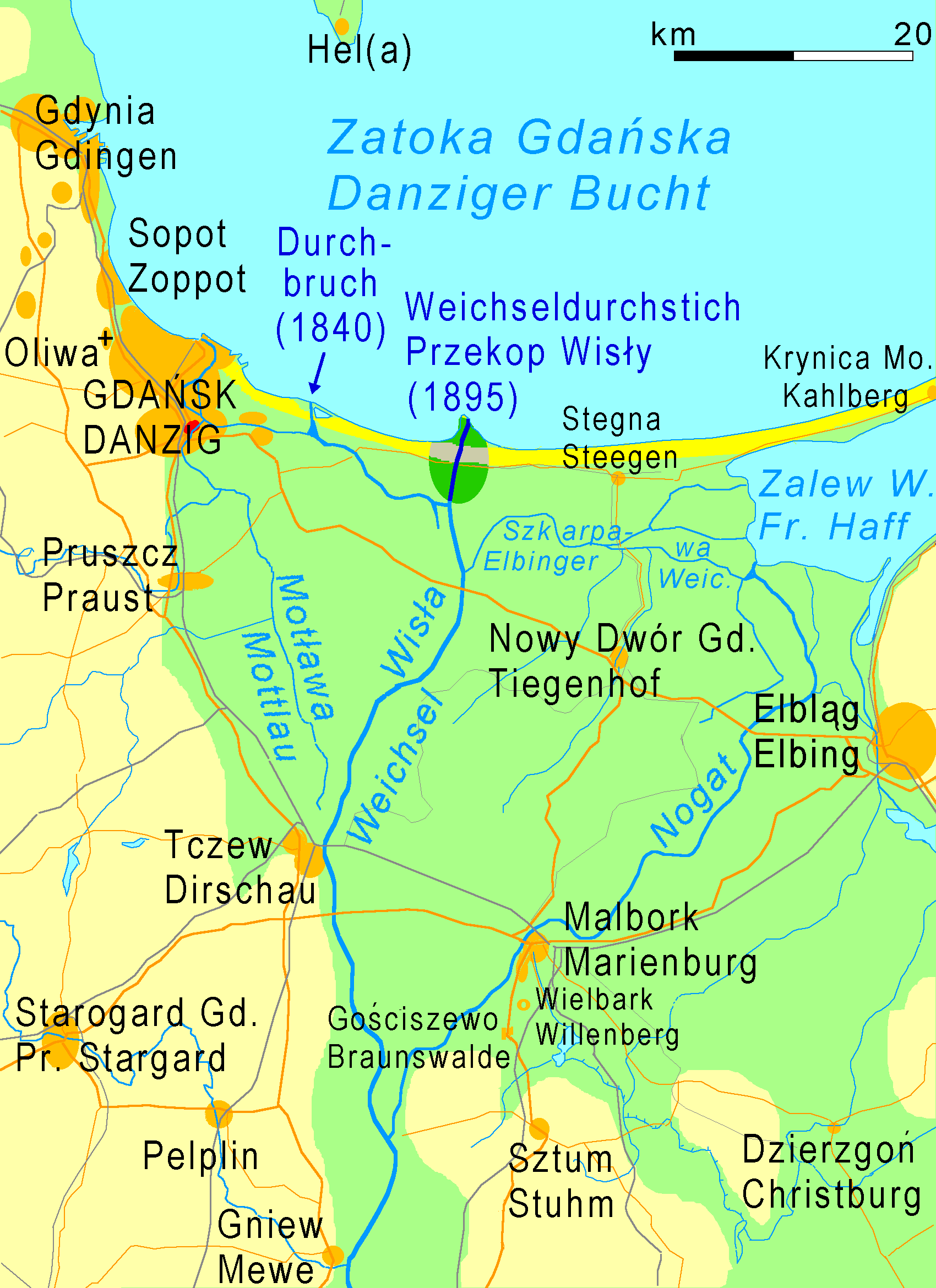
Wisła Śmiała i przekop

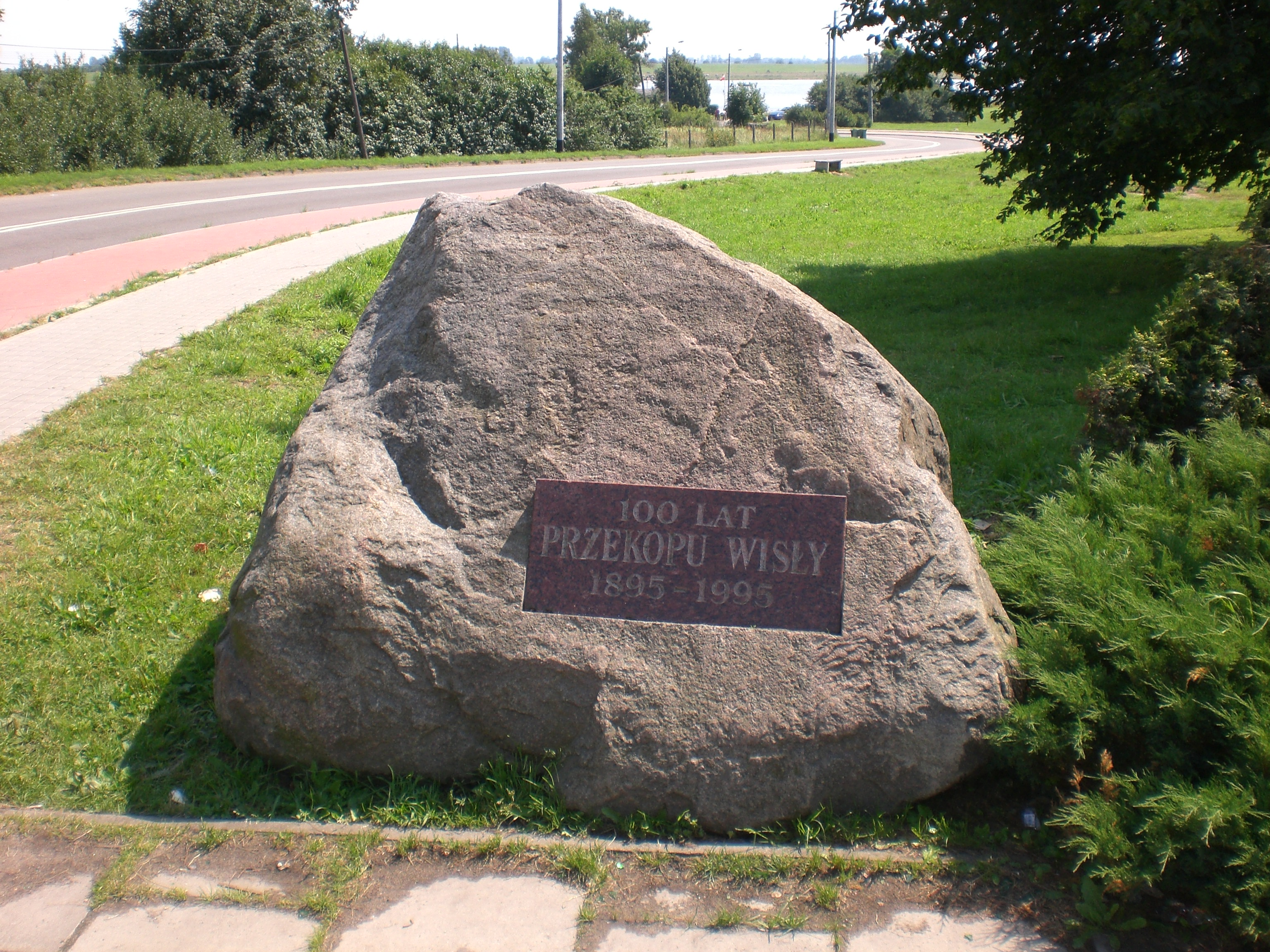
Kamień pamiątkowy w Świbnie upamiętniający 100-lecie przekopu Wisły

Przekop Wisły (niem. Weichseldurchstich) – sztuczne ujście Wisły, między Świbnem a Mikoszewem, powstałe w latach 1891–1895 przez wykopanie nowego koryta rzeki na odcinku od Przegaliny do Zatoki Gdańskiej. Dotychczasowe ujście Leniwki od przekopu do ujścia w Gdańsku nazwano Martwą Wisłą. W sezonie turystycznym na przekopie działa przeprawa promowa (w ramach drogi wojewódzkiej nr 501).

## Projekt
W 1768 roku Jan Jerzy de Woyten, major wojsk koronnych, wystosował memoriał do króla Stanisława II Augusta, w którym przedstawił pierwszy znany projekt przekopu. Decyzję o realizacji inwestycji podjęto jednak dopiero w XIX wieku, po serii powodzi, które wyrządziły Żuławom dotkliwe straty. Szczególnie katastrofalna powódź w roku 1888 skłoniła władze pruskie do decyzji o połączeniu Wisły bezpośrednio z Zatoką Gdańską. Przekop miał zmniejszyć zagrożenie powodzią zatorową, umożliwiając swobodne spływanie do Bałtyku lodu i wezbranych wód powodziowych. Spośród wielu projektów przekopu opracowanych w XIX wieku wybrano projekt, który wykonali w 1877 roku Alsen i Fahl. Bieg nowego koryta wytyczono wzdłuż Przemysławy, średniowiecznej odnogi wiślanej, która w późniejszych latach zanikła.

## Budowa
W czerwcu 1891 roku ruszyły prace ziemne. Pracowało przy nich średnio około 1000 robotników oraz 40 maszyn parowych. W czasie prac przemieszczono siedem milionów metrów sześciennych ziemi. Budowa przekopu, jako bardzo śmiałego zamierzenia hydrotechnicznego, pochłonęła 20 milionów marek. Powstał nowoczesny kanał wodny o długości 7,1 kilometrów, szerokości od 250 do 400 metrów, otoczony wysokimi na 10 metrów wałami przeciwpowodziowymi. Jednocześnie z budową przekopu odcięto śluzami i wrotami przeciwpowodziowymi koryta Wisły Gdańskiej (obecnie Martwa Wisła), Szkarpawy i Nogatu. Zmieniono też przebieg wałów przeciwpowodziowych. Ciekawie rozwiązano ceremonię otwarcia – 31 marca 1895 roku o godzinie 15.45 nadprezydent Prus Zachodnich, Gustav von Gossler, na telegraficzny sygnał cesarza Wilhelma II, własnoręcznie otworzył drogę pierwszym strugom wody wiślanej.

## Skutki
Zbudowanie przekopu Wisły skróciło bieg rzeki o około 10 kilometrów, zwiększając spadek jej końcowego odcinka. Zmniejszyła się powierzchnia dorzecza Wisły, od której odcięto zlewnię Motławy z jej dopływami. Istotną zmianę stanowiło tworzenie się stożka usypowego, powiększanego przez niesione i odkładane przez wody Wisły rumowisko rzeczne. Od momentu przekopania nowego ujścia linia brzegowa w jego rejonie odsunęła się o około 3 kilometry w stronę Bałtyku.
Kosztowna inwestycja opłaciła się – zagrożenie powodziowe zostało bardzo zmniejszone, co pozwoliło uniknąć kolejnych strat materialnych, społecznych i ekologicznych. W wyniku budowy przekopu powstała Wyspa Sobieszewska, a dla Świbna nastały lepsze czasy – wzrosło zapotrzebowanie na marginalne do tej pory profesje, zwiększyła się też liczba mieszkańców. Wioska zyskała nawet połączenie kolejowe (wąskotorowe) z Gdańskiem (Gdańska Kolej Dojazdowa), zlikwidowane w okresie powojennym.

## Upamiętnienie
- Kamień pamiątkowy z 1896 roku w Mikoszewie przy głównej drodze nr 501 na terenie CAL, dawniej znajdował się  na wzgórzu księcia Albrechta, gdzie był punkt obserwacyjny[2].

- W 1995 roku w Świbnie odsłonięto kamień pamiątkowy w setną rocznicę ukończenia przekopu Wisły.
- 31 marca 2015 roku w Błotniku odsłonięto dwa kamienie upamiętniające to wydarzenie[3].